# Isa (Nigeria)
Isa è una città della Repubblica Federale della Nigeria appartenente allo Stato di Sokoto.
È il capoluogo dell'omonima area a governo locale (local government area) che si estende su una superficie di 2.158 km² e conta una popolazione di 146.103 abitanti.